# 復員軍人の日
復員軍人の日（ふくいんぐんじんのひ、英語：Veterans Day）はアメリカ合衆国の祝日で、復員軍人を称えるためのものである。退役軍人の日（たいえきぐんじんのひ）、ベテランズ・デーとも呼ばれる。
11月11日で、他の国々では第一次世界大戦休戦記念日又はリメンバランス・デーとして、同一の日が祝いの日となっている。

## 概要
第一次世界大戦を終結させた、休戦条約の締結記念日である。連邦政府の定めた祝日であり、全州政府の定めた祝日である。
第一次世界大戦の全ての主要な戦闘が、ドイツ（当時は帝政期）と連合国による休戦協定への調印とともに1918年11月11日の11時に公式に終了した。休戦記念日は、翌1919年、ウッドロウ・ウィルソン大統領によって米国で初めて祝われ、30州が11月11日を法定休日とした。米国議会は1926年に米国国民の全員がその日を祝うよう決議し、1938年には全国的に法定休日とした。その日以降、最初は休戦記念日として、後に復員軍人の日として毎年11月11日に祝われるようになる。
元日（1月1日）、クリスマス（12月25日）、感謝祭（11月第4木曜日）、独立記念日（7月4日）を除く米国の祝日が、月曜休日統一法により、週末を連休とするために月曜日に移され、10月の第四月曜日となったことがある。しかし、復員軍人の集団の反対により、祝日をより大切なものとするために11月11日に戻された。これらの集団にとっては結果は逆になった。連邦政府の定めた祝日であり、州政府の定めた祝日であるにもかかわらず、米国のほとんどの場所では役所と銀行・金融市場が公式に祝うが、多くの学校は休校とせず、ほとんどの企業は平常どおり営業するようになった。このため公共交通機関は通常ダイヤで運行される。これら営業を続ける企業は、復員軍人の日が感謝祭（そのときは多くの企業が4連休となる）に近いことを、営業日とする主な理由に挙げる。

## 名称
1953年11月11日、カンザス州エンポリア（Emporia）の市民達が、「休戦記念日」の記念行事の代わりに「復員軍人の日」の式典を主催した。その後、カンザス州選出エンポリア出身のエド・リーズ（Ed Rees）下院議員が休戦記念日の名前を公式に復員軍人の日に変更するためにアメリカ議会下院に法律を提出した。この新しい祝日を祝うことについて全州知事の支持を取り付けるために手紙を書く運動が行われ、復員軍人を称賛するために、祝日の名は「復員軍人の日」に変更された (1954年6月1日制定)。
以来、その日は主として死者を称える「戦没将兵追悼記念日」を一部補完し、「戦時あるいは平時に兵役に服した存命中の退役軍人」を称えるための日として発展してきた。
アポストロフィーがないVeterans Dayが正式名称であるが、カレンダーや広告ではVeteran's Day（目的表記の文法）又は Veterans' Day（同、複数対象）とよく誤植される。
この日と「戦没将兵追悼記念日」には、アメリカ合衆国大統領がアーリントン国立墓地の、全戦没将兵を代表する「無名戦士の墓」にリースを供えるのが慣例となっている。